# Aiptasiogeton eruptaurantia
Aiptasiogeton eruptaurantia is een zeeanemonensoort uit de familie Aiptasiidae.
Aiptasiogeton eruptaurantia is voor het eerst wetenschappelijk beschreven door Field in 1949.